# V - The New Mythology Suite
V - The New Mythology Suite è il quinto album della progressive metal band statunitense Symphony X.

## Tracce
1. Prelude – 1:07
2. Evolution (The Grand Design) – 5:20 (Russell Allen, Michael Pinnella, Michael Romeo, Jason Rullo)
3. Fallen – 5:51 (Russell Allen, Michael Pinnella, Michael Romeo, Jason Rullo)
4. Transcendence (Segue) – 0:38 (Michael Romeo)
5. Communion and the Oracle – 7:45 (Michael Pinnella, Michael Romeo, Jason Rullo)
6. The Bird-Serpent War/Cataclysm – 4:02 (Michael Pinnella, Michael Romeo)
7. On the Breath of Poseidon (Segue) – 3:01 (Michael Romeo)
8. Egypt – 7:04 (Russell Allen, Michael Pinnella, Michael Romeo, Jason Rullo)
9. The Death of Balance/Lacrymosa – 3:42 (Michael Romeo, Jason Rullo)
10. Absence of Light – 4:58 (Russell Allen, Michael Pinnella, Michael Romeo)
11. A Fool's Paradise – 5:48 (Russell Allen, Michael Pinnella, Michael Romeo)
12. Rediscovery (Segue) – 1:24 (Michael Pinnella, Michael Romeo)
13. Rediscovery, Pt. 2: The New Mythology – 12:01 (Russell Allen, Michael Pinnella, Michael Romeo, Jason Rullo)

- Prelude è basato sulla melodia del Dies Irae di Giuseppe Verdi.
- Lacrymosa è basato sulla melodia del Lacrimosa di Wolfgang Amadeus Mozart.

## Formazione
- Russell Allen - voce
- Michael Romeo - chitarra
- Michael Pinnella - tastiera
- Michael LePond - basso
- Jason Rullo - batteria